# コログリフ
座標: 北緯58度49分45秒 東経44度18分43秒 / 北緯58.8292度 東経44.3119度

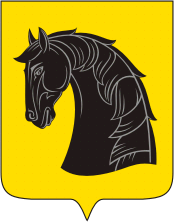
コログリフの紋章

コログリフ（コログリーフ、ロシア語: Кологри́в、ラテン文字表記の例: Kologriv）は、ロシア西部、コストロマ州の中央にある小さな町。人口は2,468人（2021年）。州都コストロマから北東へ約340キロメートル。マントゥロヴォからは北へ80キロメートル。
ヴォルガ川の左支流でヴォログダ州からコストロマ州にかけて流れる、ウンジャ川（Унжа）の左岸に建つ。ロシア平原の北東部にあり、コログリフおよび周辺のマントゥロヴォ、ニェヤ、チューフロマ、パルフェニエフ一帯にマツ属、トウヒ属のタイガなどの森林が広がり、コナカブトゴケ、ハリガネキノリ属、サルオガセなどのコケ類と地衣類、カラフトライチョウ、ミサゴ、ワシミミズク、ルリガラ、オオモズ、ミヤコドリ、チュウヒワシ、イヌワシ、カラフトワシ、ハヤブサ、シロハヤブサ、ダイシャクシギなどの鳥類が生息している。「コログリフスキー自然保護区」として2020年にユネスコの生物圏保護区に指定された。

## 歴史

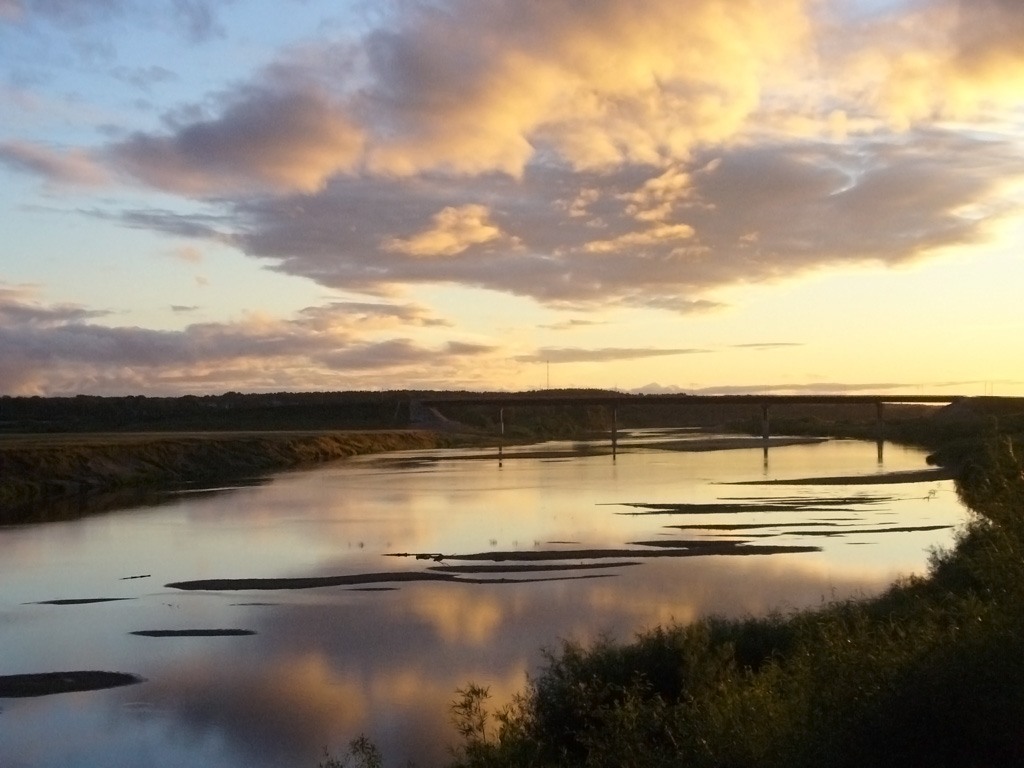
コログリフ近郊のウンジャ川

17世紀初頭、ウンジャ川沿いのコログリフの名がはじめて文献記録に登場している。民間語源では、コログリフとは、たてがみが多く生えた種馬のことを指すといわれ、町の紋章にも種馬の首から上が描かれているが、実際の語源については不明である。当時のコログリフの町は要塞としての重要性を失い18世紀前半に放棄され、住民はウンジャ川の40キロメートル下流にあったキチノ村（Кичино）に移った。旧コログリフのあった場所にはアルハンゲリスコエ村がある。
1778年にはキチノはこの周辺を管轄する郡の中心となり市の地位を与えられたが、かつてのコログリフの町を記念するため、キチノはコログリフと改名された。